# Recogne (Bastogne)
Ne doit pas être confondu avec Recogne (Libramont-Chevigny).
Recogne est un hameau de la ville belge de Bastogne située en Région wallonne dans la province de Luxembourg. Il se trouve à 4 kilomètres au nord du centre-ville, sur la route qui relie Foy à Longchamps.

## Histoire
Recogne s’est trouvé au cœur d'une des plus meurtrières offensives alliées contre les Allemands durant la bataille des Ardennes, en décembre 1944 et janvier 1945.

## Curiosités
- Le cimetière allemand. Les corps de 6 807 soldats et officiers allemands – le plus jeune avait dix-sept ans –, dont 3 000 morts durant la bataille des Ardennes, furent rassemblés dans ce cimetière situé sur la route de Foy, à la sortie du hameau. Il fut inauguré en 1960[1].
- Le monument aux soldats indiens. Plusieurs centaines de soldats indiens d’Amérique du Nord sont morts durant l’offensive. Un monument fut érigé à leur mémoire en 1994.
- La chapelle Saint-Donat date de 1872. Le mobilier intérieur est intéressant.
- La ferme des Bisons, où sont élevés 300 bisons d'Amérique.

Cimetière allemand de Recogne. Photo 2013.